# Jacobus Hendrik Oldenbroek
Jacobus Hendrik Oldenbroek (Amsterdam, 10 november 1897 - Londen, 7 maart 1970) was een Nederlands syndicalist en verzetsheld die actief was in het Nederlandse en internationale verzet tegen nazi-Duitsland. Later werd hij algemeen bestuurder van de Internationale Transportarbeiders Federatie (ITF) en het Internationaal Verbond van Vrije Vakverenigingen (IVVV). Daarnaast bedreef hij de gemeentepolitiek voor de Sociaal-Democratische Arbeiderspartij (SDAP) en later de Onafhankelijke Socialistische Partij (OSP). Hij was van 16 februari 1921 tot 24 augustus 1961 gehuwd met Charlotte Auguste Louise Männe, met wie hij drie dochters en twee zonen had.

## Levensloop

### Jeugd
Jacobus werd geboren als zoon van de sigarenmaker Hendrik Oldenbroek en diens vrouw Cornelia de Looper. Hij genoot onderwijs tot zijn veertiende, waarna hij zich op de arbeidsmarkt begaf. Na verschillende kantoorjobs werd hij in 1915 aangeworven bij het Nederlandsch Verbond van Vakvereenigingen (NVV) door Edo Fimmen. Al snel bleek Oldenbroek een echt taaltalent en leerde hij Duits, Engels, Frans en Zweeds.

### Interbellum
Nadat Fimmen in 1919 tot algemeen-secretaris werd benoemd van het Internationaal Verbond van Vakverenigingen (IVV), volgde Oldenbroek diens pad en werd aldaar diens secretaris. Op het einde van dat jaar verkaste Jacobus Oldenbroek naar het ITF, alwaar Edo Fimmen eveneens algemeen-secretaris was, en kreeg hij de leiding over een kantoor. Hij werd voorzitter van de vakgroep Kantoorbedienden bij de Algemeene Nederlandsche Bond van Handels- en Kantoorbedienden (ANBHK) en afdelingsbestuurder van deze organisatie te Amsterdam. In 1925 werd hij bijkomstig ook nog aangesteld tot bestuurder van een door deze bond gestichte handelsschool.
In 1927 deed Oldenbroek zijn intrede in de gemeentepolitiek en werd hij aangesteld tot SDAP-gemeenteraadslid. Hij vervulde deze functie tot 1933. Daarnaast trad hij op als medewerker van het blad De Socialist. In 1932 werd hij aangesteld als penningmeester van de Onafhankelijke Socialistische Partij (OSP). Onder druk van het ITF moest Oldenbroek (en Fimmen) zijn politieke activiteiten stopzetten, toch keert hij nog kortstondig terug op het gemeentelijk politieke toneel van september 1939 tot december van datzelfde jaar.
In 1926 ontwikkelde Oldenbroek, alweer onder invloed van Fimmen, een verbondenheid met de zeevaart door zijn activiteiten ten behoeve van de havenarbeiders en zeelieden. In 1937 kreeg hij, na de dood van Nathan Nathans in een vliegtuigcrash, hiervoor erkenning door het ITF en werd hij benoemd tot assistent algemeen-secretaris van het ITF en secretaris van de secties zeelieden en vissers.
Vanaf september 1933 reisde Oldenbroek verschillende malen naar Duitsland om een (illegaal) verzetsnetwerk op te zetten. Deze reizen deden Oldenbroek besluiten dat het verzet tegen het nazisme voornamelijk economisch moest georganiseerd worden. Hij besloot dan ook in Amsterdam te blijven toen Fimmen en andere ITF-leiders op 29 augustus 1939 vertrokken naar Londen. Drie weken later werd hij echter naar het nieuwe hoofdkwartier van het ITF geroepen, om het dagelijks bestuur over te nemen van Fimmen die met een zwakke gezondheid kampte en daardoor steeds minder in staat was zijn bevoegdheden uit te oefenen. Hierdoor werd Oldenbroek de feitelijke leider van het ITF. In december 1942 overleed Edo Fimmen.

### Wereldoorlog II
Enige maanden na Fimmens dood werd Oldenbroek in 1943 benoemd tot waarnemend algemeen secretaris van de ITF. Een van zijn eerste realisaties als leider was de oprichting van de Belgische, Deense, Nederlandse, Franse en Poolse Centrale Transportarbeiders Organisatie (BDNFP). In 1940 verwierf hij groot respect bij de Britse overheid door zijn beslissing om de officieren en scheepsbemanningen van de door de nazi's bedreigde staten op te roepen om hun schepen naar geallieerde havens te sturen.
In mei 1941 opende de ITF een kantoor te New York en besluit het zich te bemoeien met de onrust op de schepen in de Amerikaanse havens ten gevolge van de Tweede Wereldoorlog. Oldenbroek werd er op uitgestuurd om contacten te leggen met de lokale vakbewegingen en kwam op deze manier in contact met een agent van de OSS Labor Branch, een speciale afdeling van de Amerikaanse geheime dienst Office of Strategic Services (OSS) onder leiding van Arthur Goldberg. Omwille van wederzijdse belangen besloten beide samen te werken en informatie uit te wisselen. Oldenbroek, die nog steeds beroep kon doen op het nagenoeg intacte vakbondsverzet verkreeg reis- en communicatiefaciliteiten voor de ITF en Goldberg kon beschikken over de geheime informatie die door het vakbondsverzet het Duitse Rijk werd uitgesmokkeld. Om de onafhankelijkheid van de ITF te vrijwaren opende Oldenbroek een ITF-bankrekening om de onkosten van de twee vakbonds-afgevaardigden die met de geallieerde legers in Italië optrokken te dekken. Zo slaagde de Internationale Transportarbeiders Federatie erin om vroegtijdig de transportarbeidersbonden te Italië herop te richten.
In maart 1942 trad hij toe tot de Buitengewone Raad van Advies (BRA) die door de Nederlandse regering in ballingschap was ingesteld. In de BRA hield hij zich voornamelijk bezig met de Commissie Sociale Aangelegenheden en de Commissie Verkeer en Transport. Zo was hij betrokken in een rapport dat de sociale zekerheid voorbereidde en speelde hij een vooraanstaande in de buitengewone raad ter besluitvorming over de naoorlogse bestuursvoorziening in Nederland. Daarnaast werd hij actief als lid van de raad van beheer van de Internationale Arbeidsorganisatie (IAO) en vertegenwoordigde hij de door deze instelling ingestelde zittingen van 1941 (New York) en 1944 (Philadelphia) als werknemersgedelegeerde. Hierbij bepleitte hij vurig het fundamentele recht op vakorganisaties.

### Naoorlogse periode
Op het eerste naoorlogse ITF-congres (mei 1946) werd Oldenbroek verkozen tot algemeen-secretaris. In 1948 verzette Oldenbroek zich met klem tegen het Wereld Vakverbond (WVV) wegens zijn wantrouwen jegens de Sovjet-beroepssecretariaat. Dit maakte hem tot de ideale belichaming van het door hun gewenste anticommunisme gezien de nieuwe internationale verhoudingen na WOII. Hij slaagde in zijn opzet en het WVV werd opgeheven. In 1949 volgde de oprichting van het Internationaal Verbond van Vrije Vakverenigingen (IVVV). Met Amerikaanse steun werd hij voorgedragen en verkozen tot algemeen-secretaris van de prille organisatie en gaf hij het leiderschap over het ITF op.
In 1960 werd zijn positie onhoudbaar door menigsverschillen tussen de Amerikaanse en Europese visie op de uitbouw van de organisatie in onder andere Afrika. Hier speelde vooral George Meany van de American Federation of Labor-Congress of Industrial Organisations een belangrijke rol door zijn vertrouwen in Jacobus Oldenbroek op te zeggen en te dreigen zijn geld en mensen uit de organisatie terug te trekken indien Oldenbroek aanbleef. Toch bleef Jacobus na deze gebeurtenissen missies uitvoeren voor het IVVV. Tijdens zo'n missie in 1970 in de Filipijnen overleed hij aan een opgelopen infectie.